# Під чорним орлом
Апте́ка-музе́й «Під чорним орлом» — діюча аптека-музей, найдавніша з існуючих у Львові аптек, розташована у наріжному будинку, яким починаються вулиці Друкарська та Ставропігійська. В унікальному аптечному музейному комплексі демонструються більш ніж трьох тисяч рідкісних експонатів, яких зібрано науковцями, фармацевтами та колекціонерами-ентузіастами.

## Історія
10 жовтня 1774 року військовий фармацевт Франц Вільгельм Наторп купує кам'яницю у Анни Гуменецької за 22 тисячі злотих. Його співвласником був Карл Шерф. У цьому ж році Карл Шефр замовляє проєкт для будівництва нової кам'яниці у архітектора Петра Полейовського. Двоповерховий будинок з аптекою було зведено у 1775 році. Аптека у цей час називається військовою.
27 квітня 1795 Наторп відпродав аптеку магістру Антону Петцу і його дружині Анні; управляючим аптеки був магістр Кароль Шерф. Починаючи з 1807 року аптеку винаймає Антон Саломон.
Вже 19 січня 1808 року Антон Петц продає будинок графині Констанції Стажинській, а у 1819 Софія (із Стажинських) з чоловіком Адамом Озаркевичем продають аптеку Францисці, вдові Антона Саломона, та його синові Францискові.
У 1857 році аптеку придбав Антон Склепінський. Склепінський відремонтував аптеку та оздобив Торговий Зал. У 1875 році надбудовано третій поверх та відновлено фасад будівничим Войцехом Гааром. При родині Скепінських аптека отримала назву «Під чорним орлом» і була окружною.
З 1927 по 1944 рік власником аптеки був українець Михайло Терлецький.
Після приходу комуністів зберегла інтер'єр аптеки помічниця Михайла Терлецького, завідувачка аптеки в 1944—1971 роках професор Софія Гургула та її чоловік Олександр Павенцький.
У 1985 році за проєктами Андрія і Ганни Новаківських та Любарта Лищинського було проведено реставрацію. Роботи виконувала Львівська реставраційна виробнича майстерня. Було відреставровано дворовий флігель, пивниці під головним будинком. Під час цієї реставрації відновили дерев'яну галерею. На стіні галереї розміщено шість барельєфів із погруддями видатних медиків роботи Ярослава Скакуна. А також встановлено фонтан у подвір'ї будинку авторства Романа Петрука.

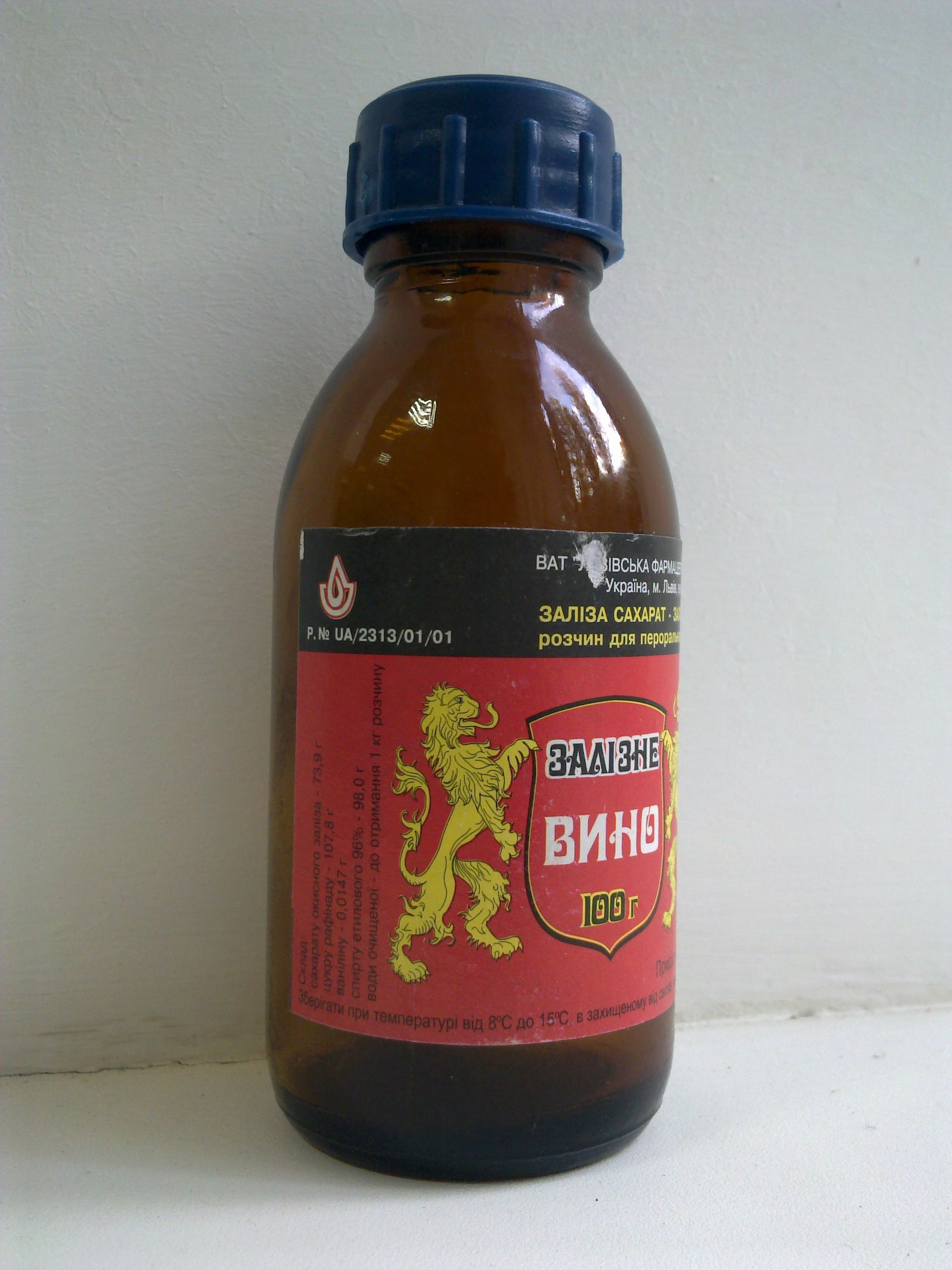
Залізне вино

У кожної аптеки був свій символ, який, згідно з тодішньою практикою, вивішувався перед входом аптеки; від назви символу брала назву й аптека, як-от: «Під чорним орлом», аптека «Під Фемідою», «Під золотим оленем», «Під Святим Духом» тощо Основною діяльністю аптеки був відпуск ліків і оскільки фармацевтичної промисловості, як такої, ще не існувало, аптекарі виключно для потреб клієнтів готували екстракти, настоянки, еліксири, мазі, косметичні засоби та лікувальні вина, — у тому числі і знамените «Залізне вино».

## Експозиція
У 1966 році на базі старовинної аптеки створено музей історії фармації. Ідея створення музею виникла ще у XIX столітті. У 1868 році було створено Галицьке товариство аптекарів, якому вдалося зібрати невелику колекцію експонатів, та в умовах Австро-Угорської імперії створити музей було неможливо. Після ремонтно-реставраційних робіт експозиція музею значно розширилась і нараховувала 16 експозиційних залів загальною площею 700 м².
- Торговий зал. Огляд музейної експозиції розпочинається з Торгового Залу. Стеля Торгового Залу прикрашена поліхромними розписами, виконаними на початку 19 століття віденським майстром Штаалем. Це овальні медальйони, що символізують чотири праелементи Всесвіту та за вченням Емпедокла становлять основу всього сущого. Це «Aqua» («Вода»), «Ignis» («Вогонь»), «Terra» («Земля»), «Aer» («Повітря»). Найцікавішими експонатами Торгового Залу є унікальні фармацевтичні ваги. Особливо цікавими є одні з них, що кріпляться на бронзових фігурах, висотою біля одного метрa, Асклепія — давньогрецького бога медицини та його доньки Гігіеї, богині здоров'я. У Торговому Залі можна придбати лікарські препарати та знамените «Залізне вино».
- Матеріальна кімната. У другому залі колись була матеріальна кімната, де зберігались запаси медикаментів. Тепер тут виставлено колекції посуду для зберігання медикаментів, частину аптечного обладнання різних епох, старі патентовані ліки тощо.
- Лабораторія. Інтер'єр третього залу відтворює вигляд старовинної аптечної лабораторії. Розміщені тут експонати знайомлять з різними етапами переробки рослинної сировини і виготовлення з неї ліків. У маленькій і тісній кімнатці знаходилась аптечна кухня (кокторій), де методом теплової обробки виготовлялись ліки.
- Кімната історії фармації. У одній з наступних кімнат на художньо оформлених стендах популярно викладається історія фармації від найдавніших часів до наших днів, розповідається про основні етапи розвитку її в Єгипті, Стародавній Греції та Римі, державах Близького Сходу та Західної Європи.
- Флігель. Далі йде дерев'яна галерея у чотириповерховий флігель, збудований на зламі XV — XVI століть. Перша реставрація будинку проведена у 1757 році. У флігелі розмістились алхімічна лабораторія, бібліотека, яка налічує понад 3 тисячі книг. Цікавість викликає алхімічна лабораторія, яку відтворено за старовинними картинами і гравюрами.
- Аптечні підвали. Вниз по сходах, розміщені старі аптечні підвали, де відновлено інтер'єри початку 18 століття. Тут експонуються великі дерев'яні бочки та бутлі для зберігання лікувальних медичних вин.
- Внутрішній дворик. З аптечних підвалів дубовими сходами знаходиться внутрішній дворик — єдиний об'єкт у Львові, де вдалося реставраційними засобами відтворити вигляд жилого будинку заможного міщанина XVI — XVI століть.

## Цікаві факти
На металевій кованій вивісці аптеки бачимо рік її заснування — 1735, проте ця дата не відповідає історичній правді, що блискуче довів львівський історик архітектури Володимир Вуйцик. Засновник аптеки військовий провізор Франц Вільгельм Наторп прибув до Львова одночасно зі входженням Галичини до Австрії у 1772 році, а сам будинок з аптекою збудували 1775 року. До того ж жоден із львівських податкових реєстрів XVIII століття не вказує на існування тут аптеки. Тобто під час визначення року заснування аптеки вийшла елементарна механічна помилка: ліву частину стертої вісімки прочитали як трійку, тому замість 1785 року вийшов 1735 рік.

## Світлини

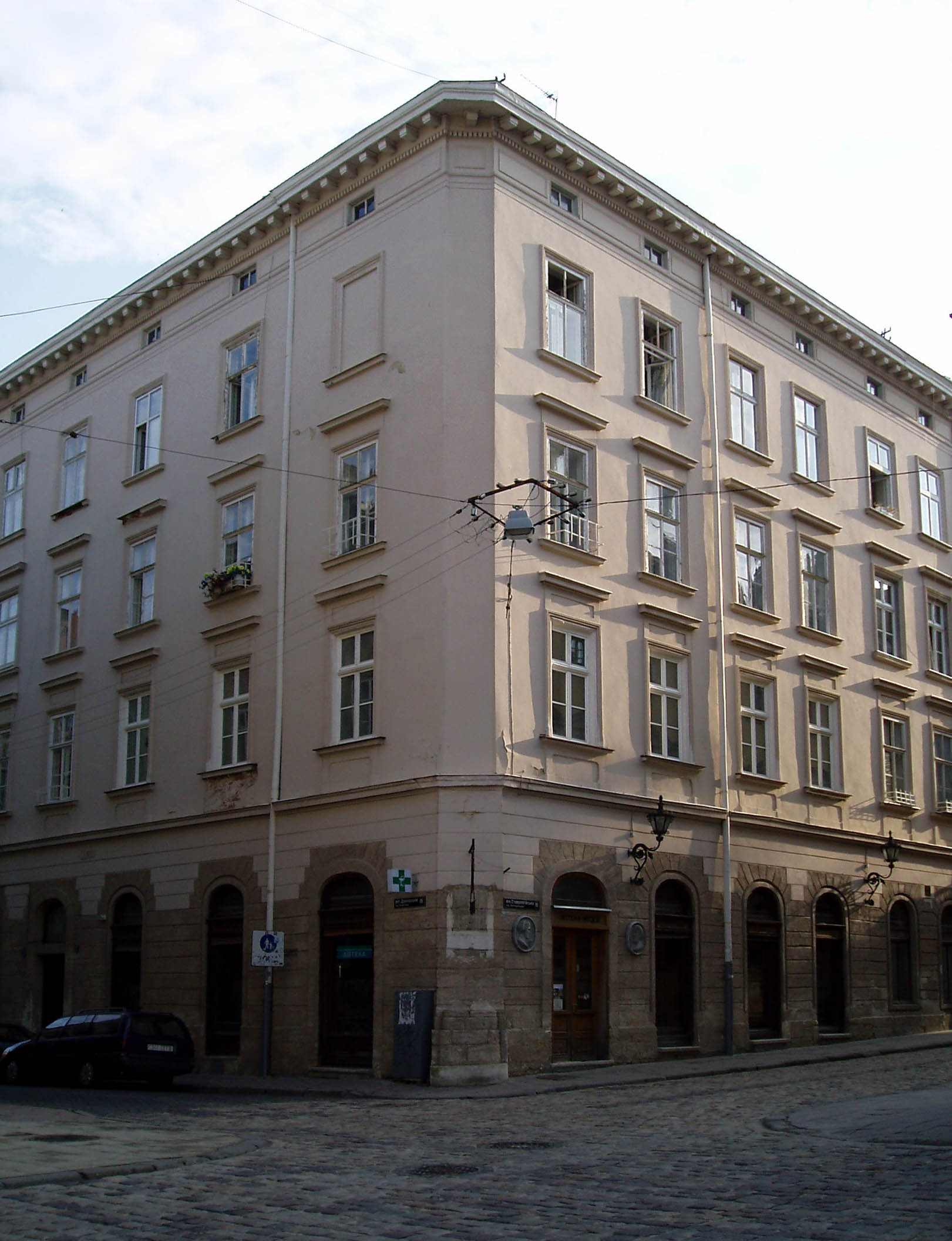
Будинок в якому знаходиться аптека
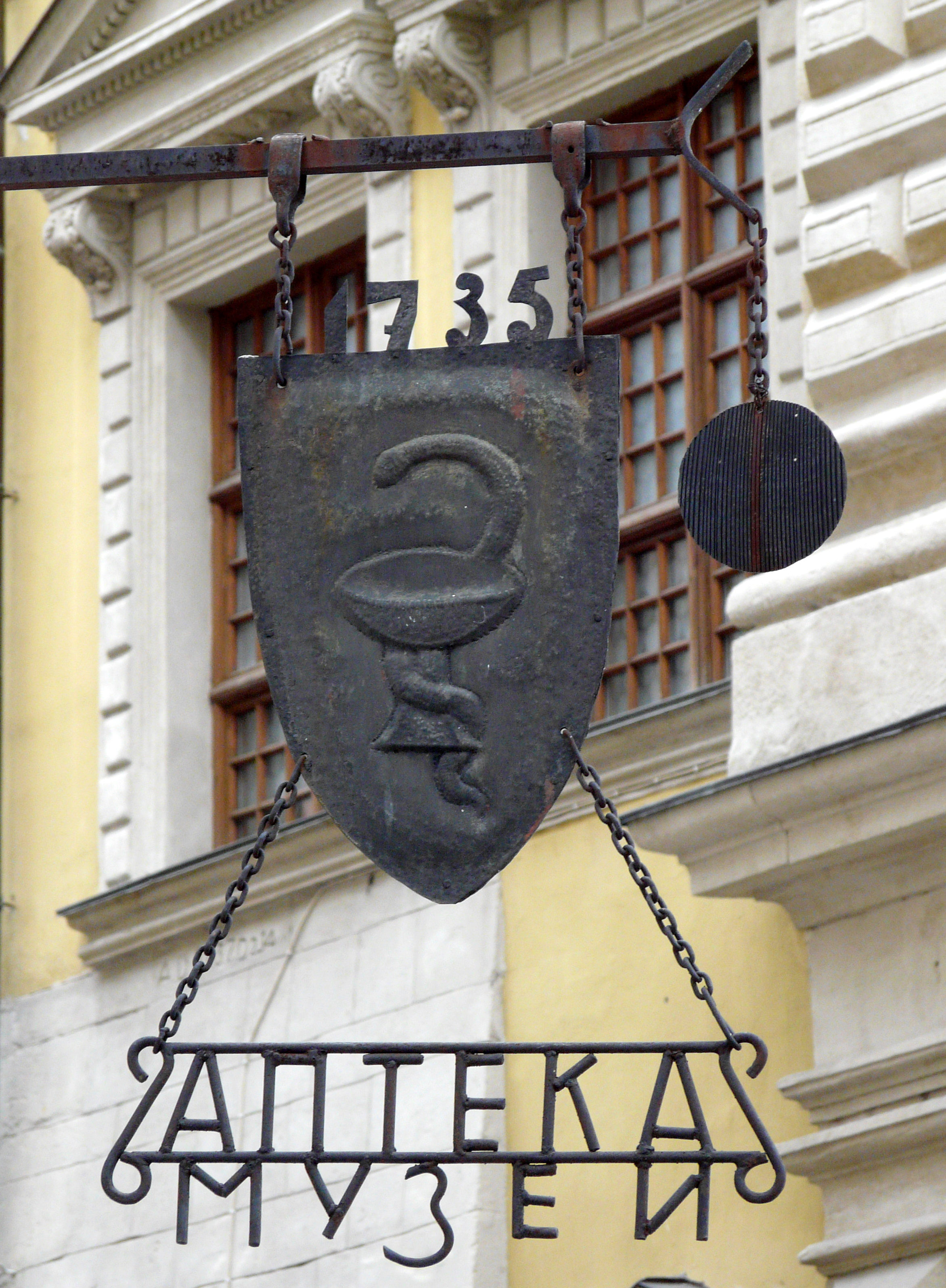
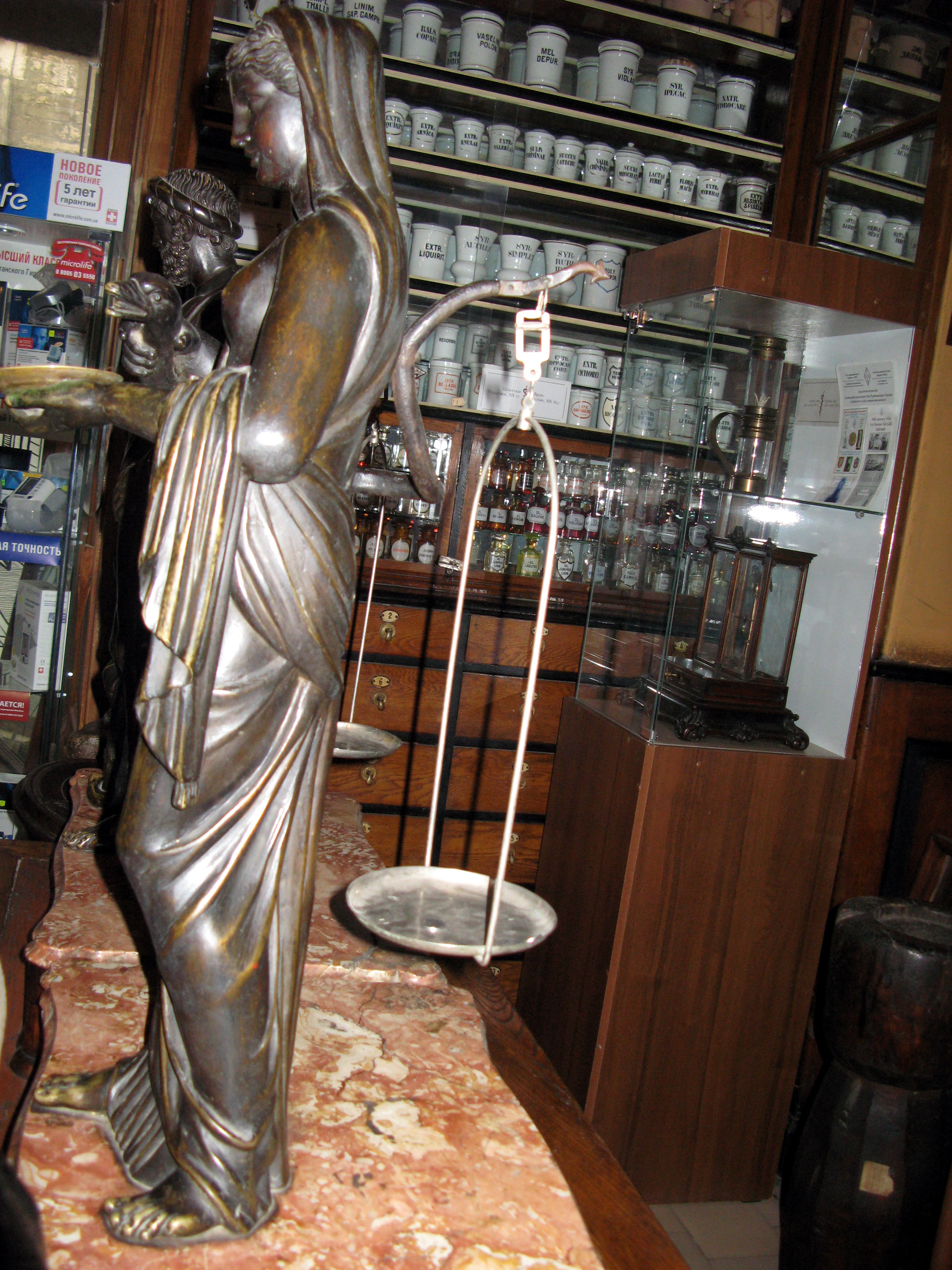
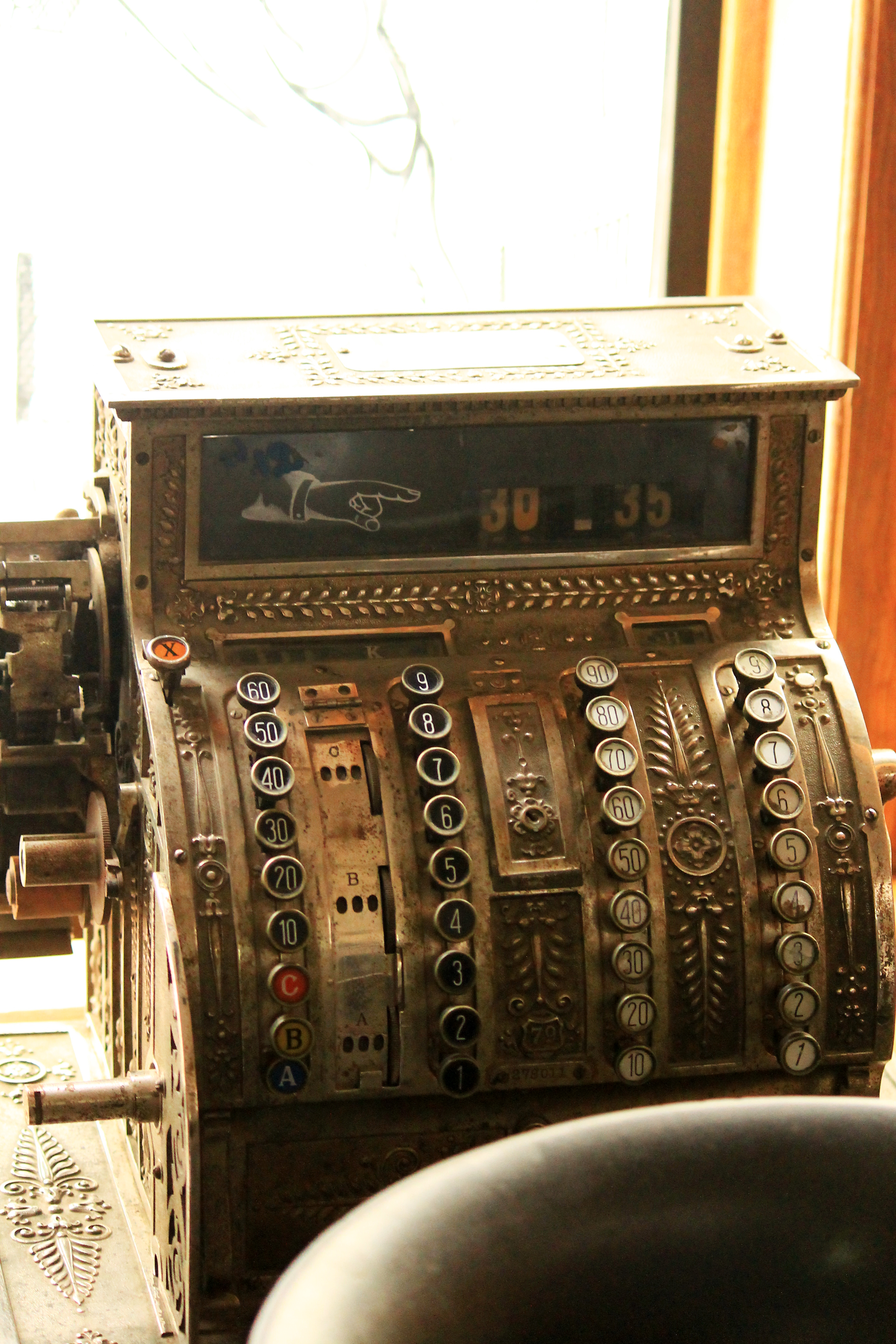
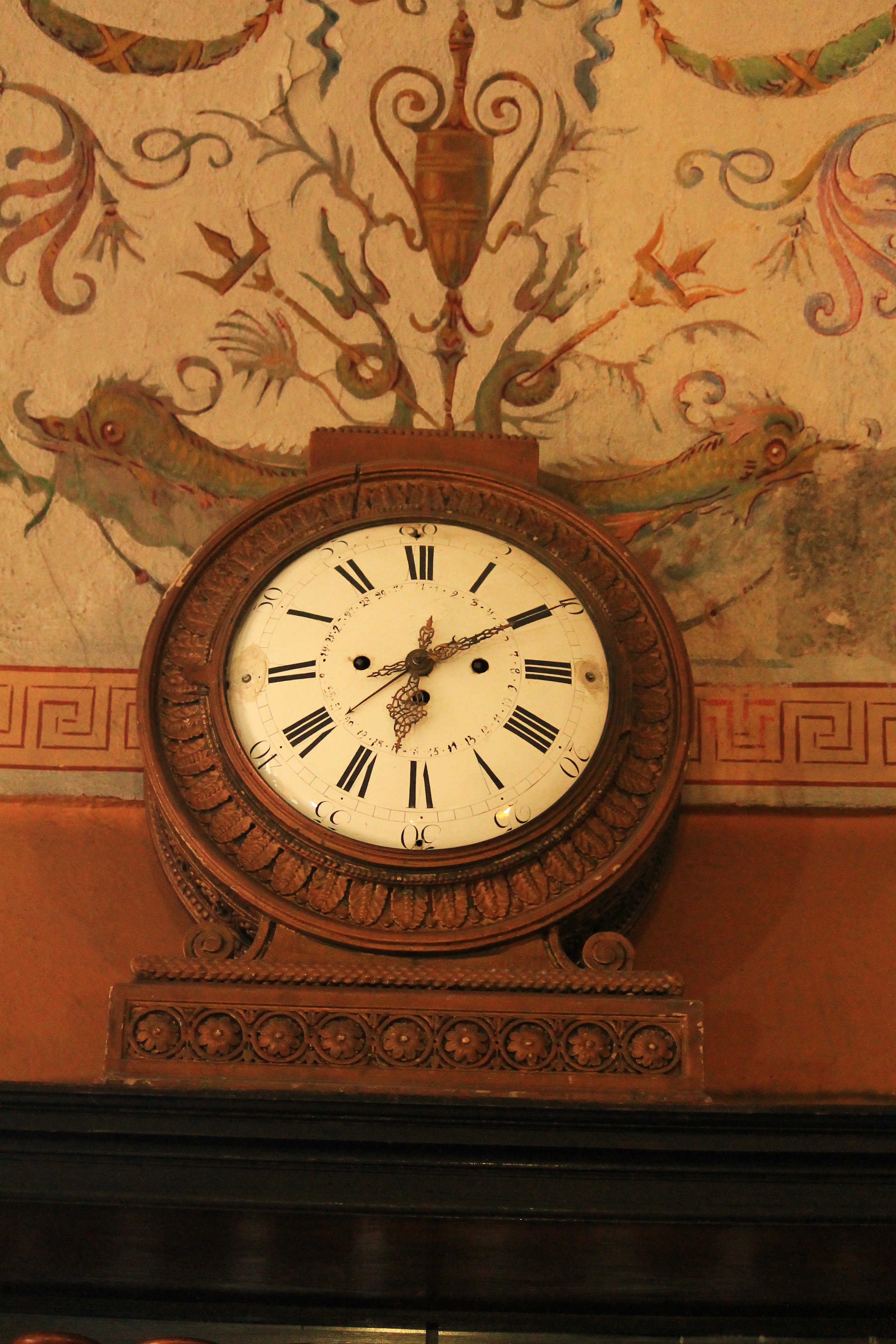
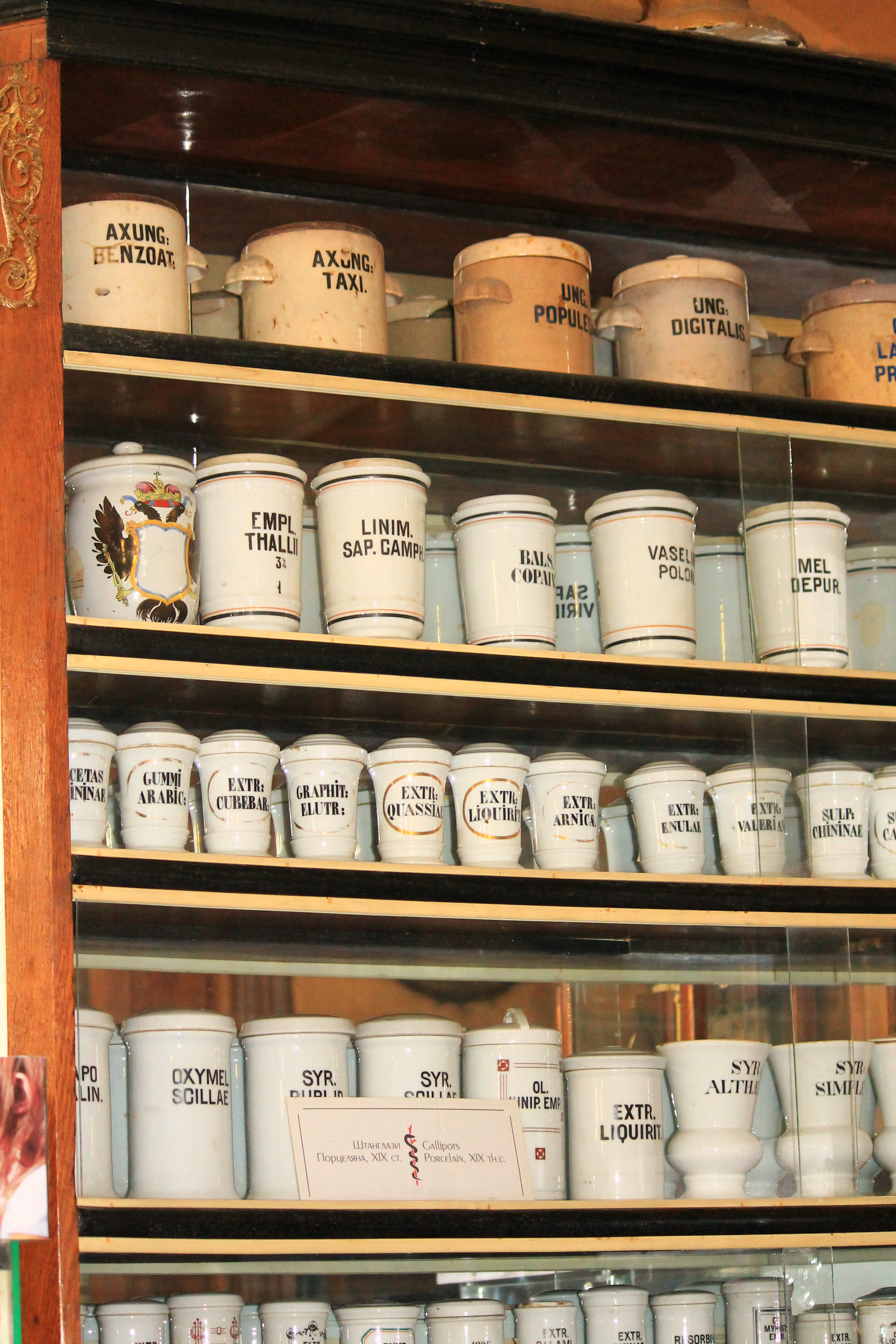

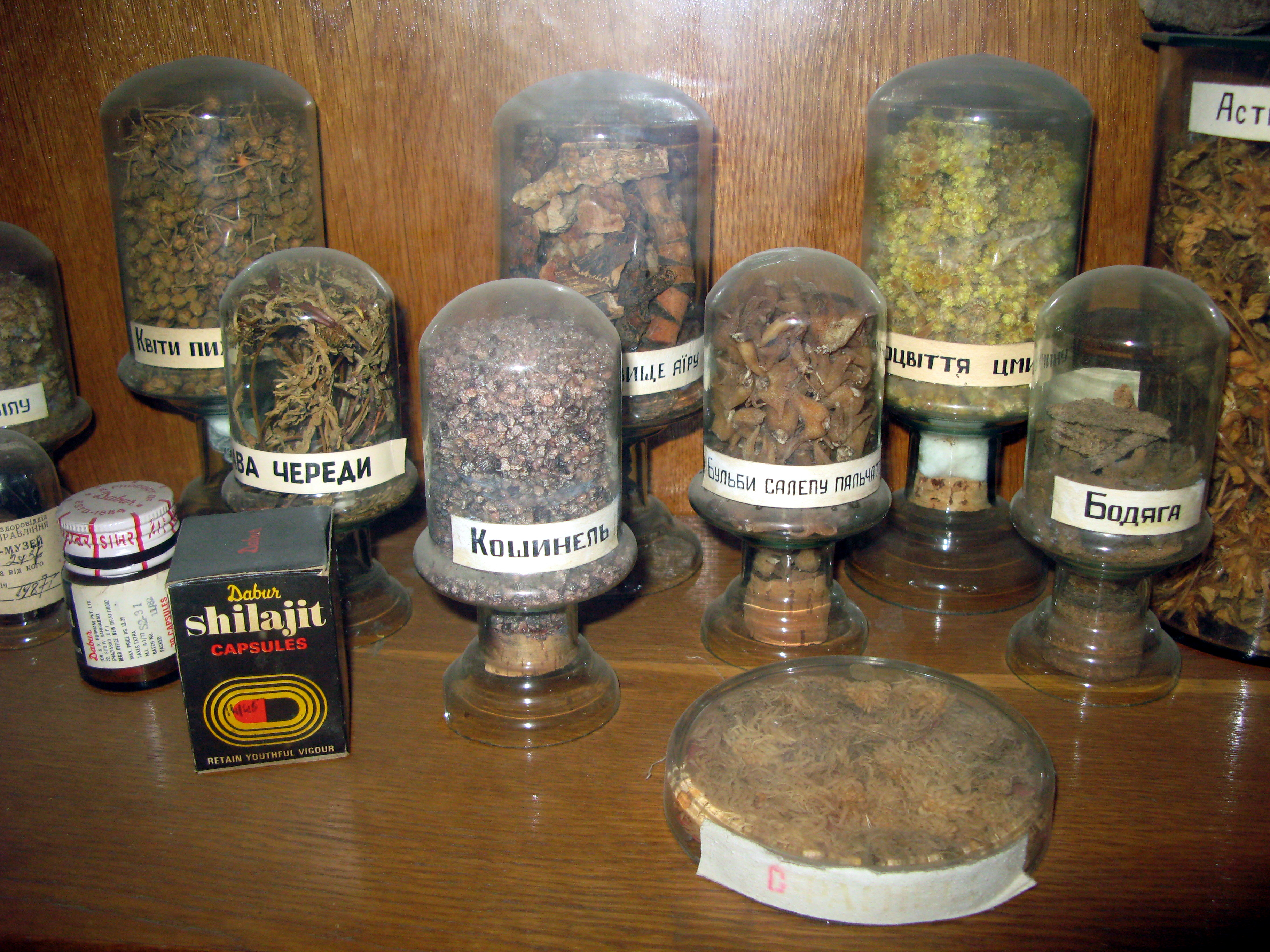
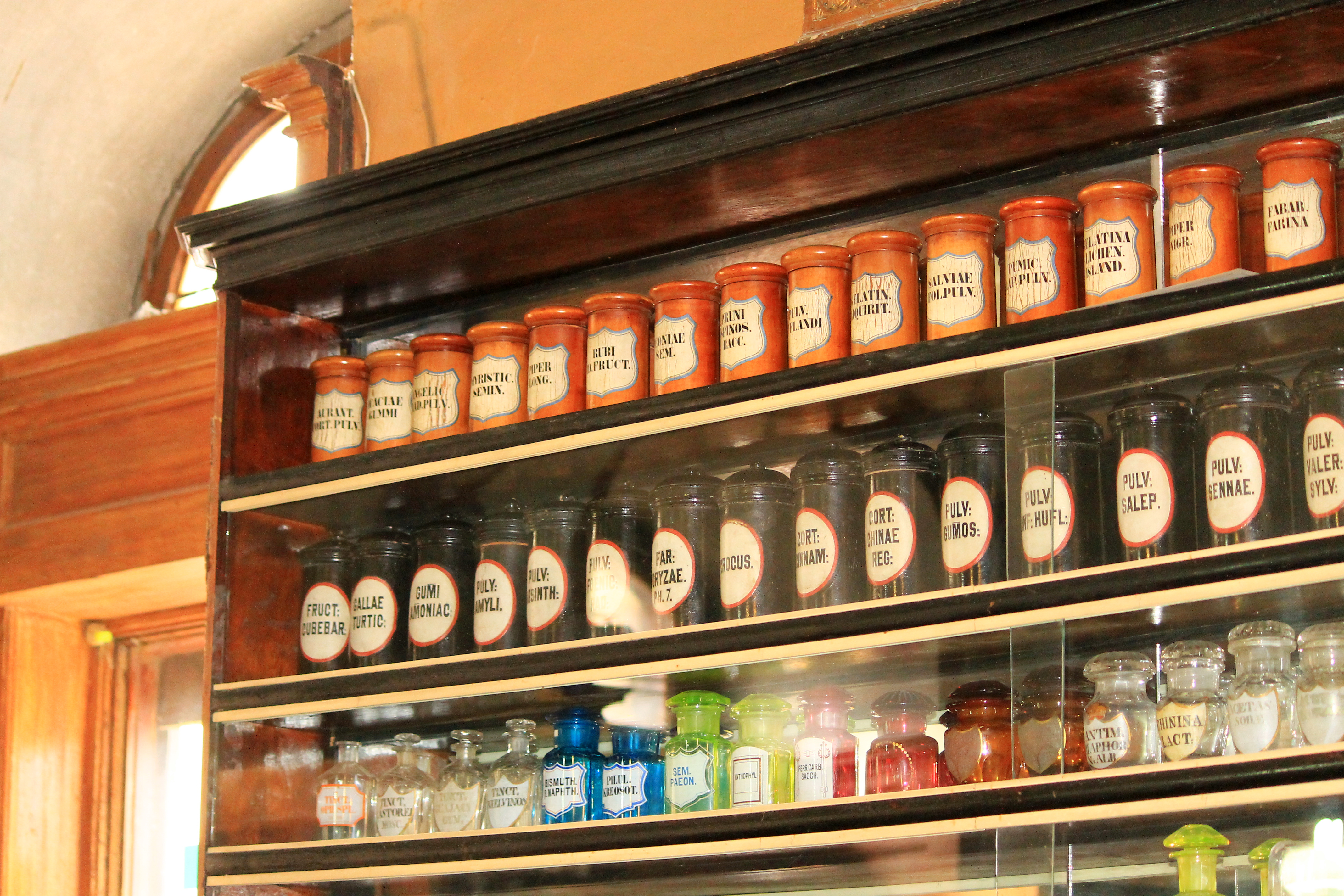
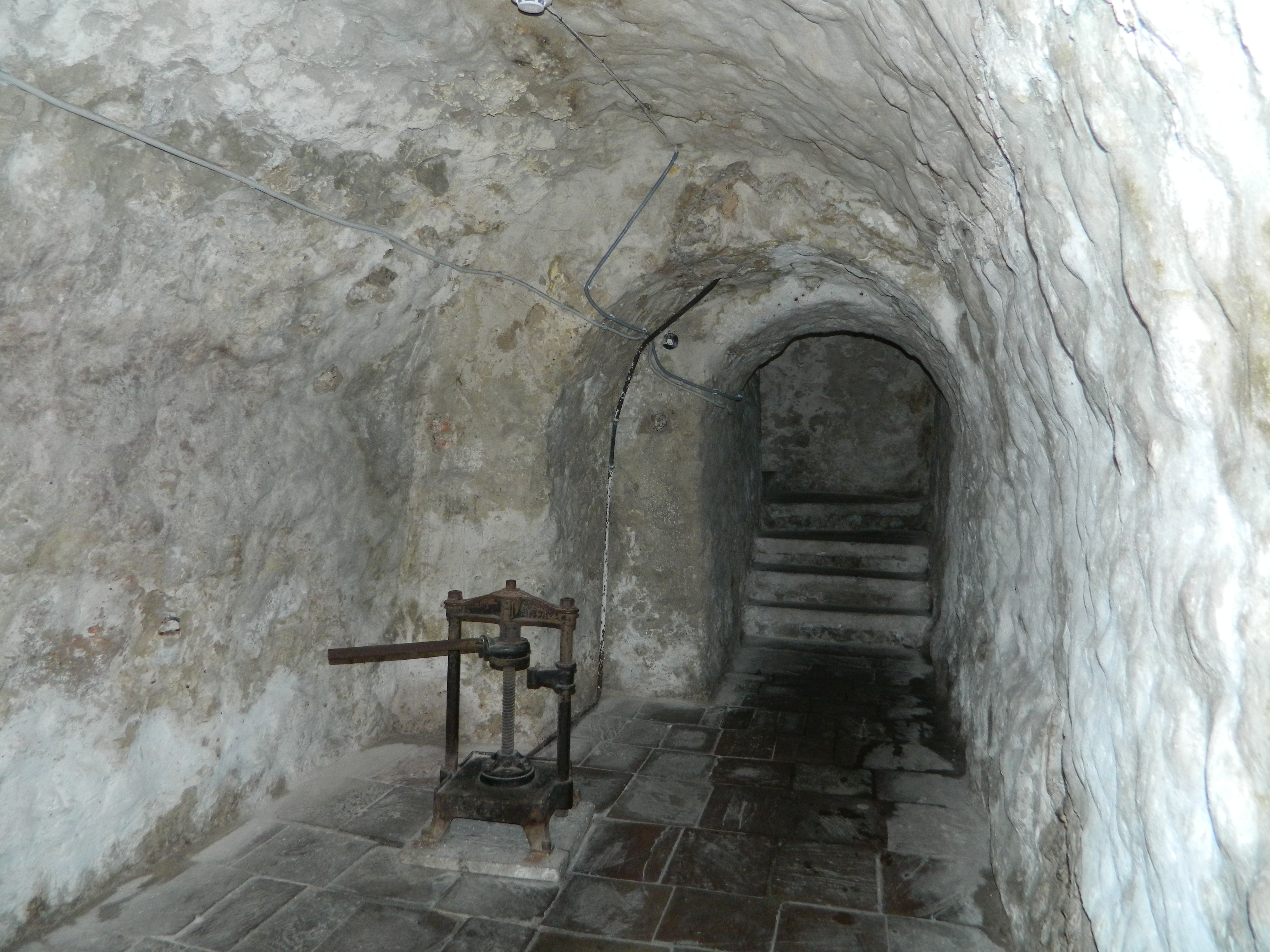
Аптечна пивниця
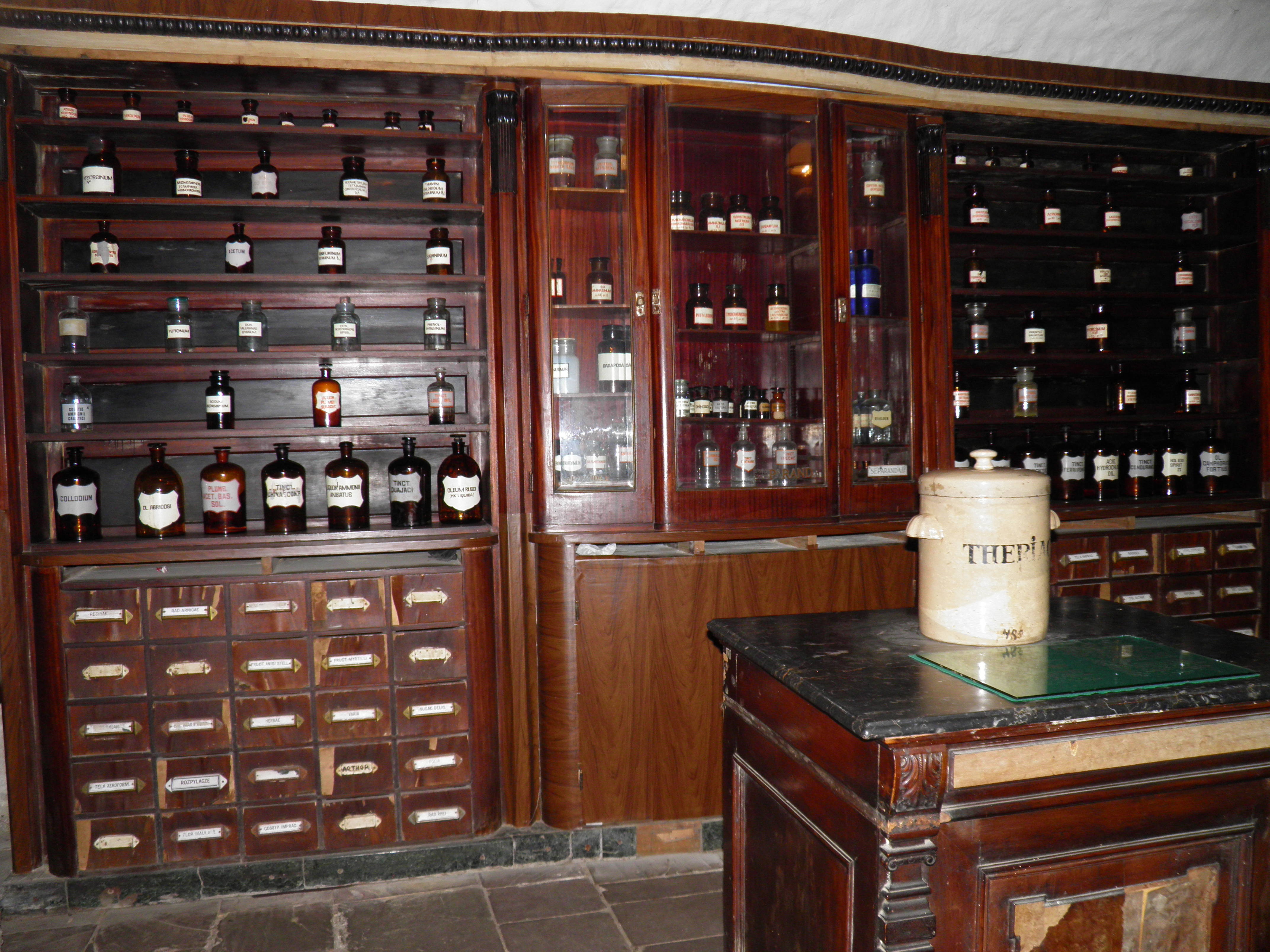
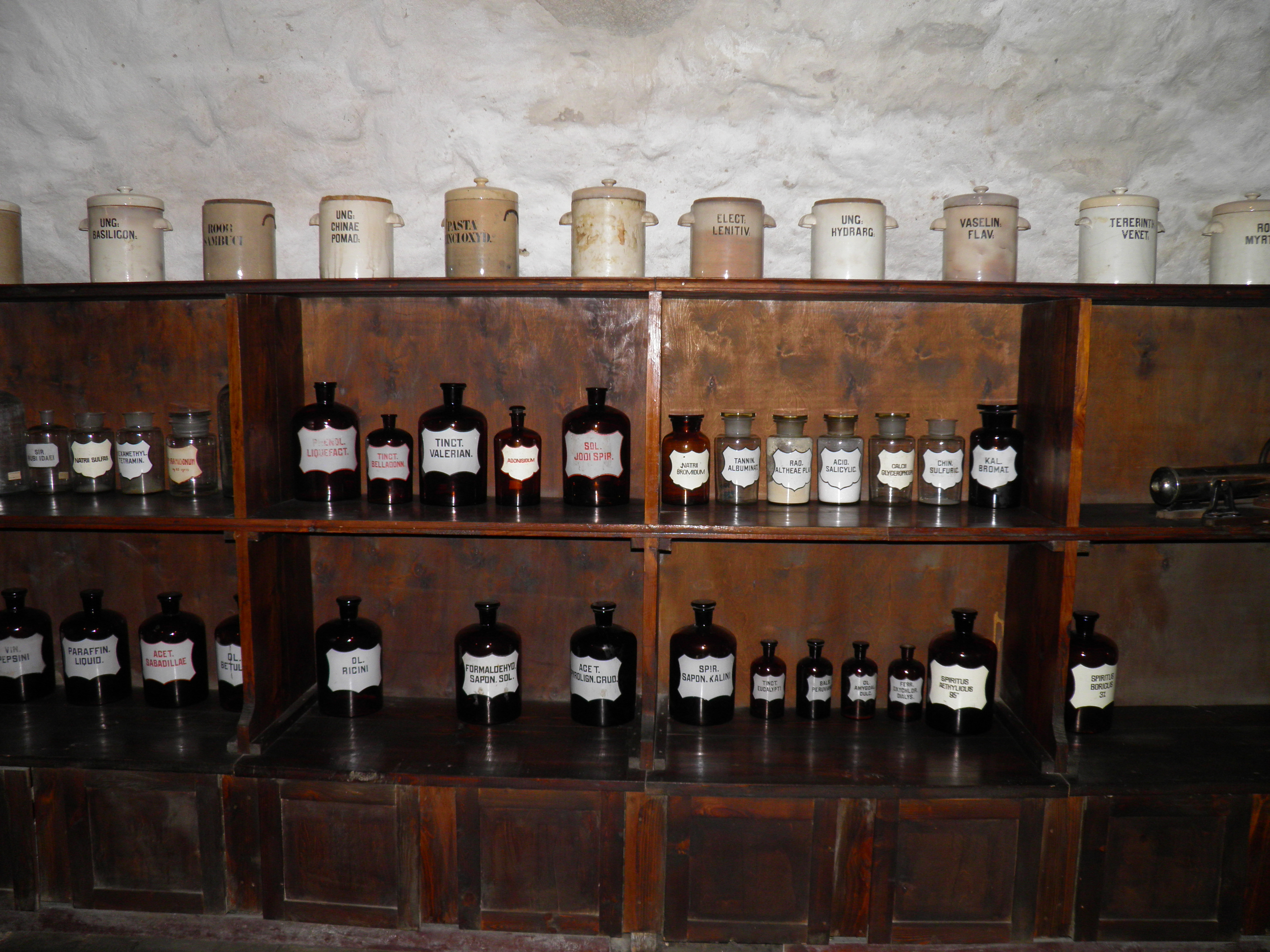